# Lars Frederiksen
Lars "Erik" Frederiksen (30 augustus 1971) is een Amerikaans zanger/gitarist van Deense afkomst. Hij speelt in de punkband Rancid en is de voorman van Lars Frederiksen and the Bastards.
Als producer werkte Frederiksen voor onder andere Dropkick Murphys, Agnostic Front, Union 13, The Gadjits, Pressure Point, en The Business. Hij kwam bij Rancid in 1993 omdat de band op zoek was naar een tweede gitarist. Voor het eerst verscheen hij op het tweede Rancid album Let's Go.
De achternaam van Lars was oorspronkelijk Dapello, naar zijn vader, die zijn familie op jonge leeftijd had verlaten, dus nam hij de achternaam van zijn moeder, Frederiksen. Lars had ook een oudere broer genaamd Robert, die in 2000 overleed aan een hersenaandoening; het nummer "Otherside" van Rancid was geschreven ter herinnering aan hem.
Lars staat ook bekend om het harmoniseren van zijn eigen vocalen in studio opnames van Rancid nummers.
- International Standard Name Identifier: 0000 0000 7910 6449
- Library of Congress Control Number: no2006048089
- MusicBrainz: be04e717-683a-46de-a302-33d8ddb47884
- Nationale Bibliotheek van Tsjechië: xx0072250
- Virtual International Authority File: 85770886
- WorldCat: E39PBJt43kYDgVwm4Kgkh69dQq